# Kara Bajema
Kara Bajema (ur. 24 marca 1998 w Bellingham) – amerykańska siatkarka, grająca na pozycji przyjmującej.
Treningi piłki siatkowej rozpoczęła się w Lynden Christian High School. Grała również w koszykówkę. Jej starsza siostra Coryn uprawia piłkę nożną, a brat Cole jest koszykarzem. Na początku studiów na University of Washington występowała na pozycji środkowej. Przed sezonem 2020/2021 przeniosła się do Włoch do klubu Vbc Èpiù Casalmaggiore. W całym sezonie rozegrała 24 spotkania, w których zdobyła 209 punktów. W sezonie 2023/2024 była zawodniczką tureckiego zespołu VakıfBank Stambuł.

## Sukcesy klubowe
Superpuchar Polski:
- 2021

Puchar Polski:
- 2022

Liga polska:
- 2022[7]

Klubowe Mistrzostwa Świata:
- 2022[8]

Puchar Turcji:
- 2023[9]

Liga turecka:
- 2023[10]

Liga Mistrzyń:
- 2023[11]
- 2024[12], 2025[13]

## Sukcesy indywidualne
- 2022: MVP turnieju finałowego Pucharu Polski